# 유미르 (진격의 거인)
유미르(독일어: Ymir 유미르[*], 일본어: ユミル 유미르[*], 영어: Ymir)는 진격의 거인의 등장인물이다.

## 작중 행적
훈련병 시기가 끝난 뒤에는 조사병단에 들어간다. 본인은 인정하려 들지 않지만 아마도 크리스타를 위해 같이 조사병단에 들어온 것 같다. 이후 특별히 비중 있는 모습은 보여주지 않았다. 104기에게는 상부에서 내부의 첩자 색출에 방해가 될 가능성을 우려하여 자세한 정보를 제공하지 않았기 때문이다. 미카사 아커만 등은 엘런이랑 밀접하니까 많이 등장했지만 그 외의 인물들은 이 시기에 별로 등장하지 않았다. 다른 동기생들과 함께 월 로제 안쪽 평원 한가운데의 비밀 아지트로 삼은 오두막집에서 미케 자카라이스 휘하 부대원들에게 24시간 밀착 감시를 받으면서 그냥 멍때리고 시간을 보냈던 듯.
그러던 중 갑자기 방벽 내부에서 다수의 거인이 감지되자, 월 로제가 돌파당한 것으로 판단한 상부에서는 전투복조차 입힐 겨를 없이 104기들을 보내 인근의 민간인들을 피난시키도록 한다. 이때 유미르와 크리스타는 서반에 편성되었는데, 서반의 작업은 빨리 끝났으나 파괴된 벽의 위치를 찾기 위해 남하하게 되자 전투장비가 없다는 이유로 자신과 크리스타를 제외시켜주기를 부탁하지만 거절당한다. 어두워질 때까지 파괴당한 곳을 찾기 위해 벽을 돌던 중 소득 없이 라이너 브라운, 베르톨트 후버, 코니 스프링거 등이 속한 다른 반과 합류한다.
쉴 곳을 찾다가 우트가르드 고성을 발견하여 그곳에서 쉬기로 한다. 이때 유미르는 파괴된 고향에서 발견한 괴상한 거인이 마치 자기 어머니를 연상시켰다는 코니의 말을 듣고 과도하게 반응하여 그에게 면박을 준다. 밤중에 '최후의 만찬'을 즐기겠다며 성 이곳저곳을 뒤적거리다가 마침 유미르를 찾고 있던 라이너와 만나는데, 그 과정에서 아무도 읽을 수 없는 문자를 읽을 수 있다는 것이 밝혀진다. 참고로 유미르가 읽은 통조림의 글자는 "청어". 유미르가 정체불명의 글자를 읽을 수 있는 것에 의문을 품은 라이너가 통조림에 써져 있는 것을 읽을 수 있냐고 지적하는 순간 다수의 거인이 성을 공격해 온다.
미케 부대의 고위 간부 격이자 베테랑 4명인 나나바, 리네, 겔거, 헤닝 일행이 성 밖에서 거인들과 대치하고, 유미르는 일행들과 함께 성 안에 들어오는 소형 거인들을 막는다. 그러나 짐승 거인에 의해 밖에서 싸우던 베테랑 2명은 원거리 투석에 죽어버리고 남은 2명도 힘겹게 싸우다 거인에게 잡아 먹혀 죽는다. 절망적인 상황에서 크리스타가 무기가 있었다면 선배들과 같이 싸우다 죽을 수 있었을 거라며 한탄하자, 흥분해서 넌 그저 어떻게 죽으면 축복받을지만을 생각한다고 크리스타를 비판한다. 그리고 크리스타에게 과거 설산 훈련 때의 일을 기억해 달라고 한다.
그 당시 크리스타는 자기 자신까지 죽을 위험에 처했음에도 불구하고 낙오되어 죽을 위기에 처한 동기를 어떻게든 운반하려 했다. 낙오자를 버리고 둘이 살든가 아니면 셋 다 죽든가 둘 중 하나 고르라 해도 크리스타는 막무가내로 자기는 이 사람을 데리고 살아남을 테니까 유미르는 괜히 피해보지 말고 가라며 고집을 부렸다. 허나 이때 유미르는 크리스타가 어느 쪽으로 보나 크리스타보다 힘이 센 자신에게 도와 달라고 하지 않는 것에 의문을 가지고 추궁한다. 다른 사람들에게 누군가를 위해 죽을 만큼 착한 사람으로 기억되고 싶어서 굳이 고집을 부리는 거 아니냐는 주장에 크리스타는 당황해서 반론하려 하지만 제대로 말을 잇지 못했다. 유미르는 자신이 크리스타의 과거에 대해 알고 있다는 것을 밝힌다. 유미르는 과거 도둑질을 하며 생계를 이어갔는데, 물건을 훔치기 위해 숨어든 교회에서 우연히 크리스타의 가문의 비밀에 대해 알게 되었고, 크리스타를 찾기 위해 훈련병단에 지원했었던 것이었다. 크리스타를 찾고 싶어했던 이유는 '크리스타가 자신과 닮았기 때문'이라고한다. 크리스타가 얼굴에 약간 화색이 돌면서 "그럼 나와 친구가 되고 싶었던 거야?"라고 묻자 그 전까지는 말끝을 흐리며 답하더니 이 질문에는 웃으면서 그렇지는 않다고 딱 잘라 말한다. 왜냐하면 크리스타와 자신은 대등하지 않기 때문이다.
우연히 "제 2의 인생을 얻을 수 있어서 나는 다시 태어났어! 그렇지만 그 대가로 원래의 이름을 속이거나 하지는 않아! 유미르로서 태어난 것을 부정하면 지는 거야!"라고 말한다. 요지는 '자기 자신을 낮추고 굴복하면서 일부러 사지에 들어가지 말고, 그 힘으로 보란 듯이 자기 운명을 바꿔보라'는 것이다.
약간 시간이 흘러 그들은 다시 살 길을 찾기 시작했다. 이제 와서 세 명이 모두 살 길 따위는 없지 않냐는 크리스타에게 유미르는 '절벽 밑으로 기지가 보이는데, 여기서 다즈를 굴려서 잘 떨어뜨리면 운 좋게 누군가 발견해서 살아남지 않겠냐'고 말했다. 그러면서 그게 뭔 말도 안 되는 소리냐며 반박하는 크리스타를 길 저쪽으로 밀어 굴려버린다. 크리스타가 황급히 다시 올라오자 왠지 유미르와 다즈 모두가 사라져 있었다.
크리스타가 기지에 도착할 때 쯤엔 이미 유미르가 그 앞에 앉아 크리스타를 기다리고 있었다. 죽어가던 다즈도 멀쩡히 구출되었다. 하지만 도저히 물리적으로 납득이 가지 않는 기적이었기에 크리스타는 대체 어떻게 한거냐고 계속 캐묻는다. 결국 유미르는 언젠가 자신이 그런 일을 할 수 있었던 이유를 알려주겠다고 약속하지만, 대신 유미르의 비밀을 알고 나면 원래 이름으로 살아가라고 다짐을 받는다.
과거 회상이 끝난 뒤, 유미르는 코니에게 단검을 빌린다. 그리고 그 단검으로 싸울 거라는 의미심장한 말을 남기고, 크리스타를 보며
"내게 네 삶의 방식에 불만을 표할 권리는 없어. 이건 그저…내가 가장 간절하게 바라던 바인데. 아무리 괴로워도…가슴 펴고 살아야 한다."라는 말을 하고는 탑에서 뛰어내리더니 단검으로 손에다 상처를 내서 거인화를 한다.
2기 12화에서는 크리스타를 떠나 라이너,베르톨트와 함께 떠난다.

포르코 갤리어드에게 턱거인을 계승시킨다.

## 인간 관계

### 히스토리아 레이스
친한 친구